# Mokoma
Mokoma är ett finskt thrash metal-band som sjunger på finska. Bandet grundades 1996 i Villmanstrand och de första skivorna lutade mot lättare hårdrock. De tre senaste skivorna har dock varit tung, Slayer-inspirerad thrash metal med inslag av death metal och grindcore. Musiken är både aggressiv och melankolisk.
Mokoma har grundat skivbolaget Sakara Records, där också Stam1na och Rytmihäiriö har kontrakt. De tre finskspråkiga thrash metal-banden har turnerat flitigt tillsammans.

## Medlemmar
Nuvarande medlemmar
- Marko Annala – gitarr (1996–1998), sång (1996–)
- Tuomo Saikkonen – gitarr, sång (1997–)
- Kuisma Aalto – gitarr, sång (1997–)
- Janne Hyrkäs – trummor (1999–)
- Santtu Hämäläinen – basgitarr (2003–)

Tidigare medlemmar
- Heikki "Hessu" Kärkkäinen – basgitarr (1997–2003)
- Janne Hynynen – trummor, bakgrundssång (1997–1999)
- Roope Laasonen – keyboard (1997)
- Raikko Törönen – trummor (1999)

Turnerande medlemmar
- Mikko Ruokonen – trummor
- Juhana "Pätkä" Rantala – trummor
- Aadolf Virtanen – basgitarr (2018–)

## Diskografi
Studioalbum
- 1999 – Valu
- 2001 – Mokoman 120 päivää
- 2003 – Kurimus
- 2004 – Tämän maailman ruhtinaan hovi
- 2006 – Kuoleman laulukunnaat
- 2007 – Luihin Ja Ytimiin
- 2010 – Sydänjuuret
- 2011 – Varjopuoli
- 2012 – 180 astetta
- 2015 – Elävien kirjoihin
- 2016 – Laulurovio
- 2018 – Hengen pitimet

EP
- 2003 – Punainen kukko
- 2006 – Viides Vuodenaika
- 2010 – Juurta jaksain
- 2013 – Yksi

Singlar
- 1999 – "Kasvan"
- 1999 – "Perspektiivi"
- 2001 – "Rajapyykki"
- 2001 – "Seitsemän sinetin takana"
- 2003 – "Takatalvi"
- 2007 – "Nujerra ihminen"
- 2010 – "Sarvet esiin"
- 2011 – "Sydän paikallaan"
- 2012 – "Valkoista kohinaa"
- 2012 – "Punamultaa"
- 2013 – "Yksi"
- 2014 – "Uusi Aatami, uusi Eeva"
- 2019 – "Syyttävä sormi"